# シティ・オブ・ロックデール
シティ・オブ・ロックデール（City of Rockdale）は、オーストラリア・ニューサウスウェールズ州の地方公共団体。

## 概要
シドニーCBDから南南西に12キロメートルに位置する。市の東部は、ボタニー湾に面している。北東部は、シティ・オブ・ボタニー・ベイと接し、北部は、マリックヴィル・カウンシル、シティ・オブ・カンタベリーと西は、シティ・オブ・ハーストヴィル、ミュニシパリティ・オブ・コガラーと接している。

## 歴史
シティ・オブ・ロックデールは、かつて、ミュニシパリティ・オブ・ウェスト・ボタニーという名前であった。この町が誕生したのは、1871年1月のことで、1884年には、23平方キロメートルあり、後に、シドニー国際空港の用地として含まれる土地もウェスト・ボタニーの市域に含まれていた。
1887年、ウェスト・ボタニーは、正式に、ミュニシパリティ・オブ・ロックデールと改名した。この時代のロックデールを開発していたのはFrederick Jamison Gibbesというデベロッパーで、この名前は、バンクシアにギブス通りという地名が残っていることからもわかる。
クックス川の河口の付け替え工事が1940年代半ばに実施された。この付け替え工事は、シドニー国際空港を建設するためのものであり、河口は、はるか南に付け替えられたことから、結果として、市域が縮小した。
人口はその後も順調に増え、1995年、シティ・オブ・ロックデールとなった.。

## 構成サバーブ
シティ・オブ・ロックデールは、以下のサバーブで構成される。
- アーンクリフ（Allawah）
- バンクシア（Banksia）
- バードウェル・パーク（Bardwell Park）
- バードウェル・ヴァレー（Bardwell Valley）
- ベクスリー（Bexley）
- ベクスリー・ノース（Bexley North）
- ブライトン＝ル＝サンズ（Brighton-Le-Sands）
- カールトン（Carlton）の北部。
- ドールズ・ポイント（Dolls Point）
- キングスグローヴ（Kingsgrove）の北部。
- コガラー（Kogarah）の一部。
- カイエアマー（Kyeemagh）
- モンテレー（Monterey）
- ラムズゲート（Ramsgate）
- ラムズゲート・ビーチ（Ramsgate Beach）
- ロックデール（Rockdale）
- サンドリングハム（Sandringham）
- サンスーシー（Sans Soucci）のロッキー・ポイント・ロード以東の地区。
- シドニー国際空港の一部
- トゥレラ（Turrella）
- ウォリー・クリーク（Wolli Creek）

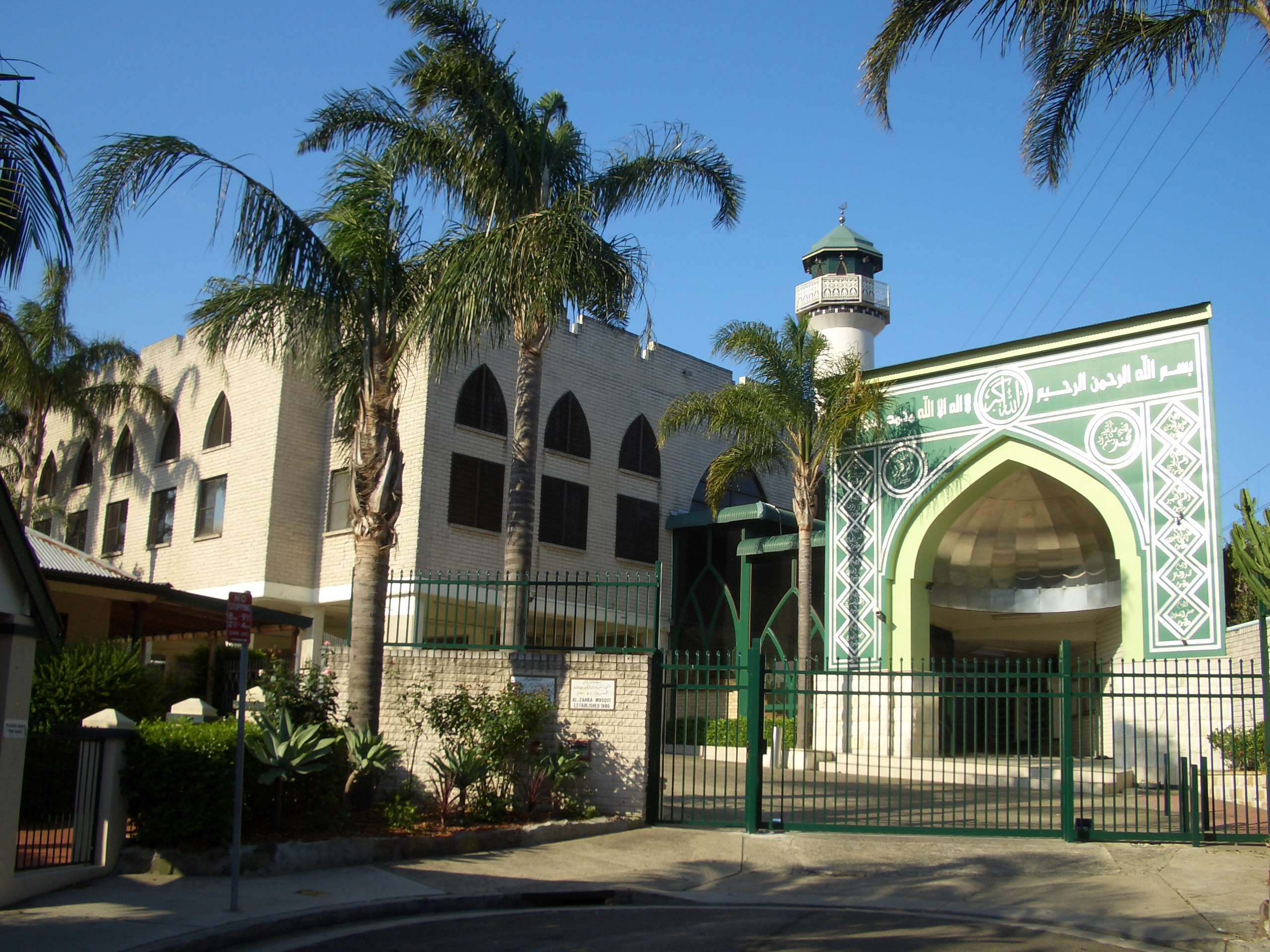
アーンクリフにあるアル＝ザフラ・モスク
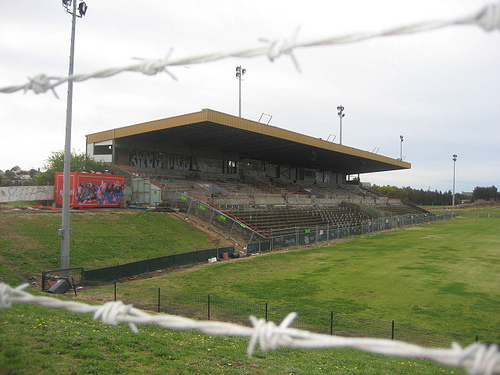
バンクシアにあるセントジョージスタジアム（en）
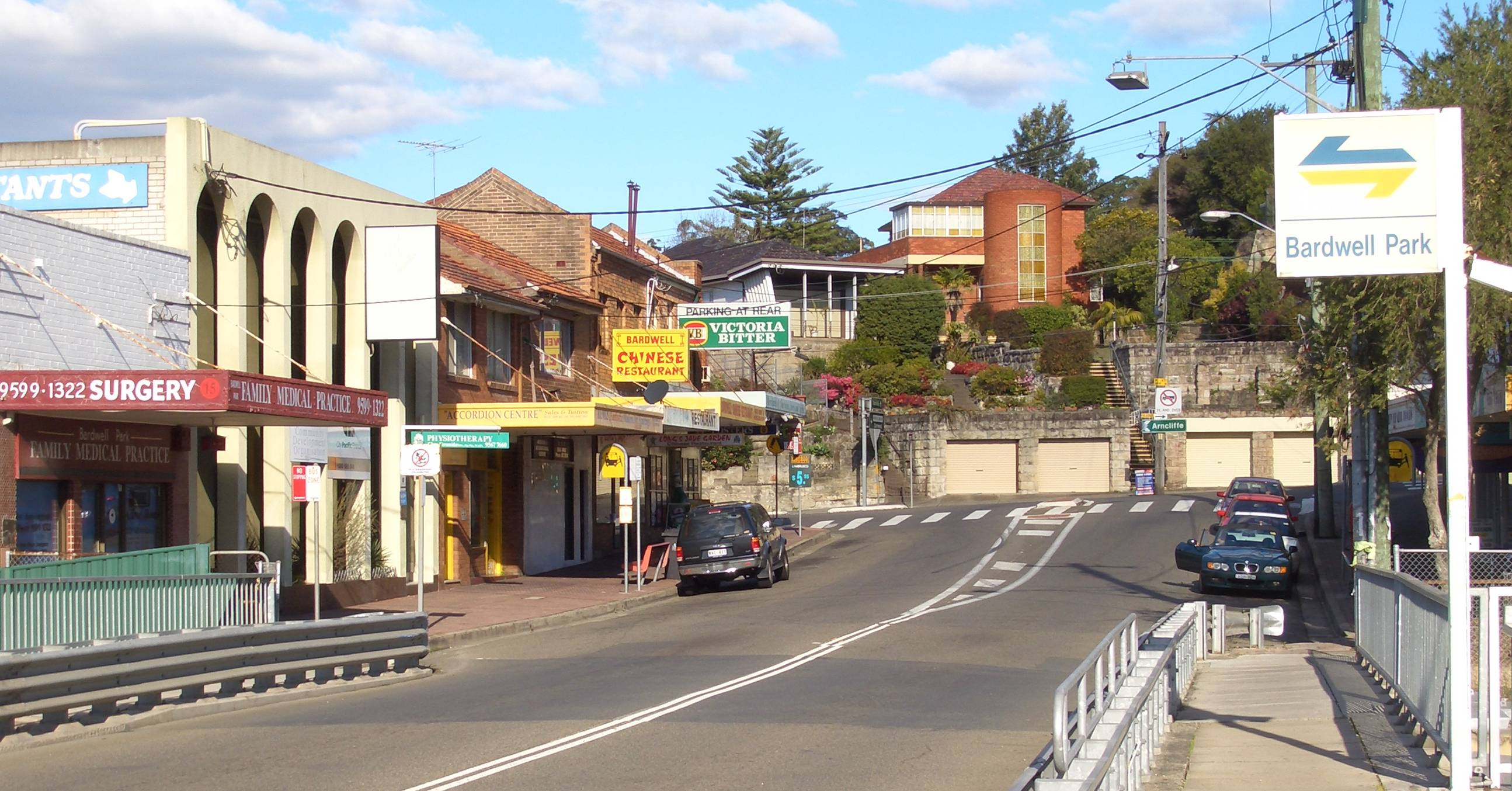
バードウェル・パークを走るHartill-Law Avenue
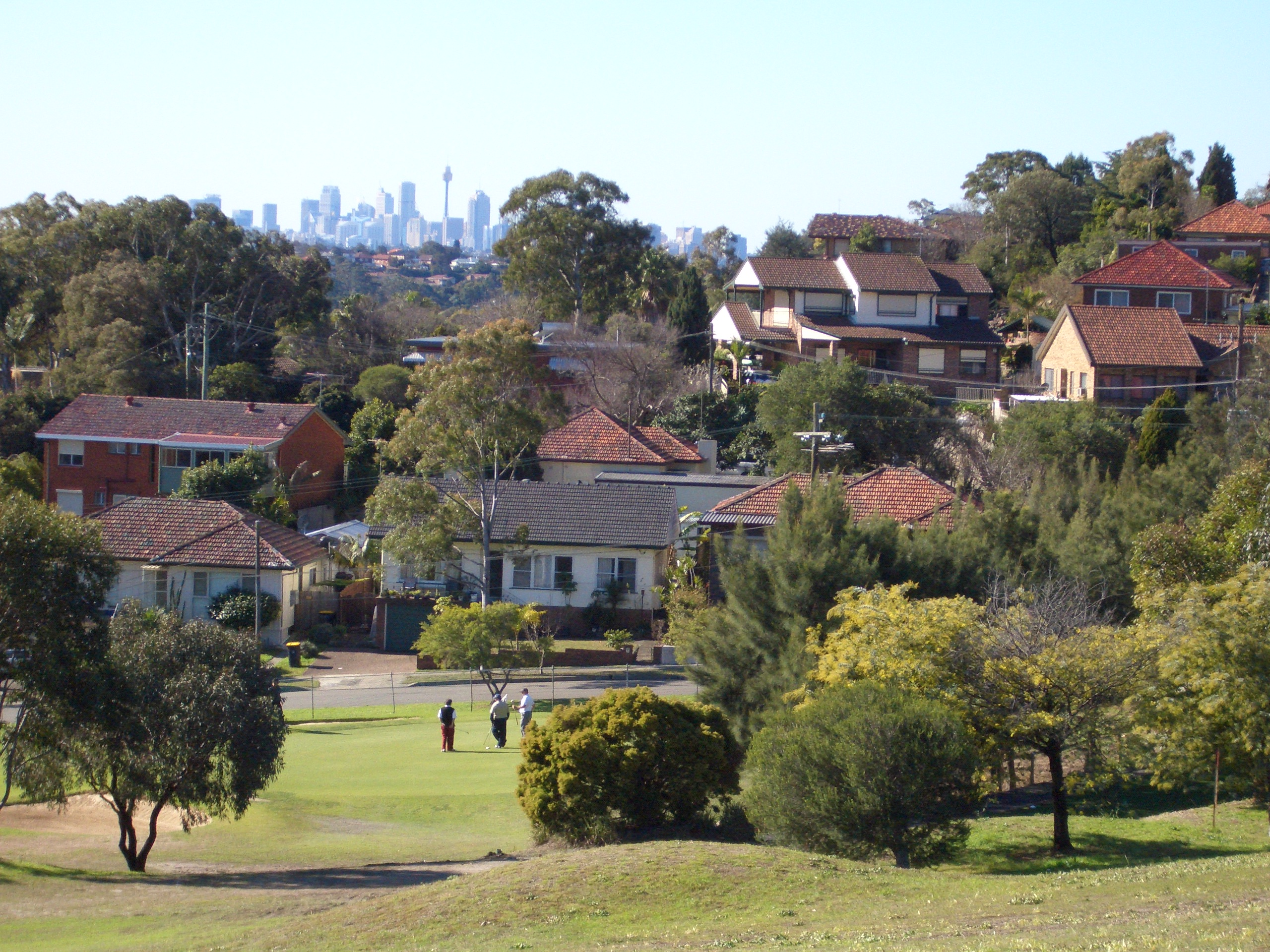
バードウェル・ヴァレーからシドニーCBDを眺めた風景
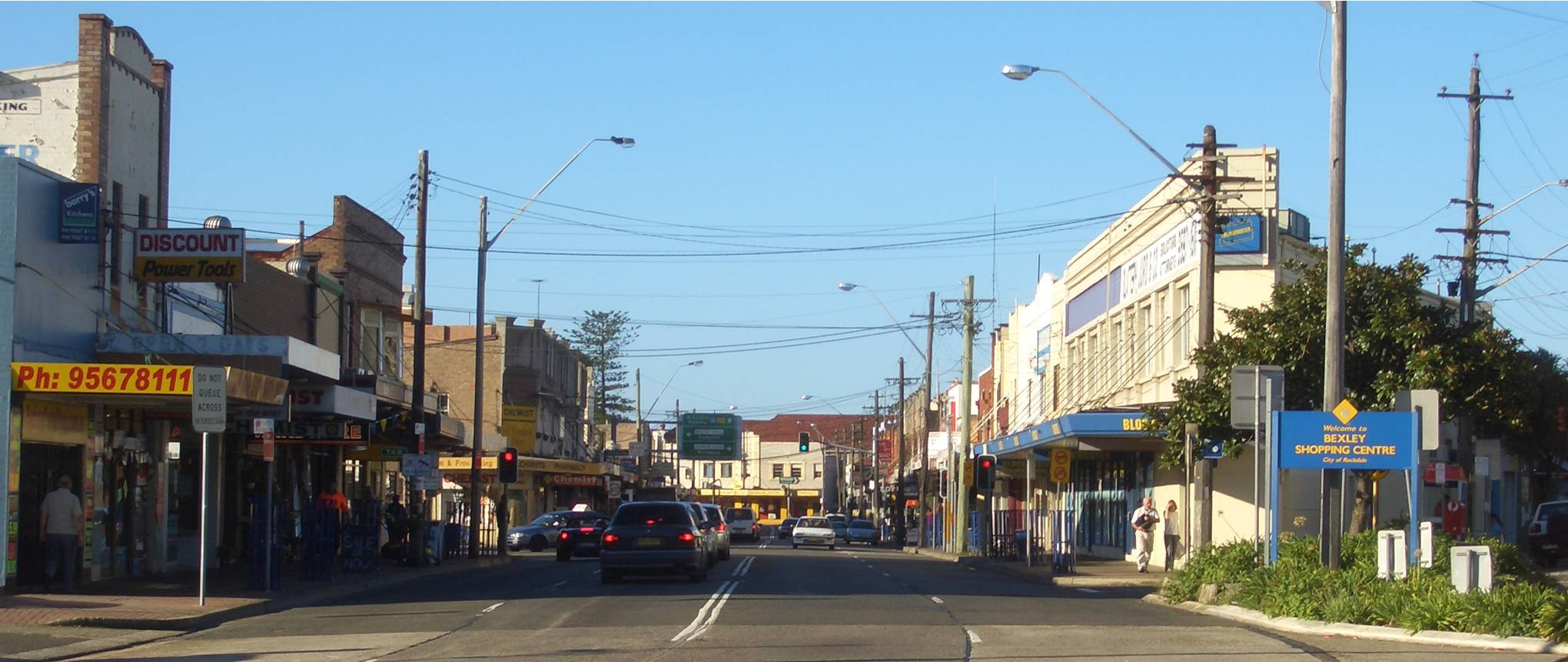
ベクスリー
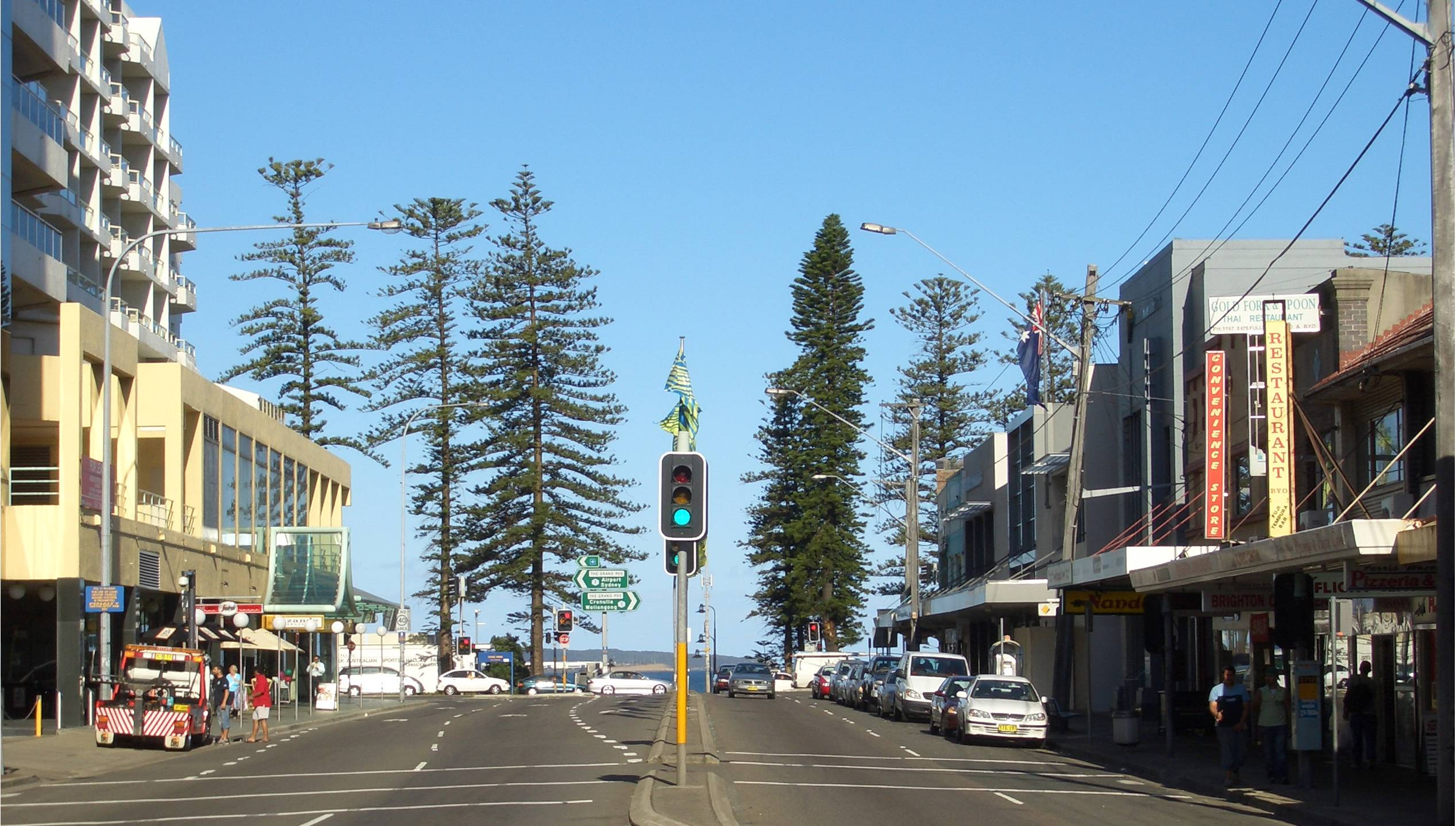
ブライトン＝ル＝サンズを横断するベイ・ストリート。
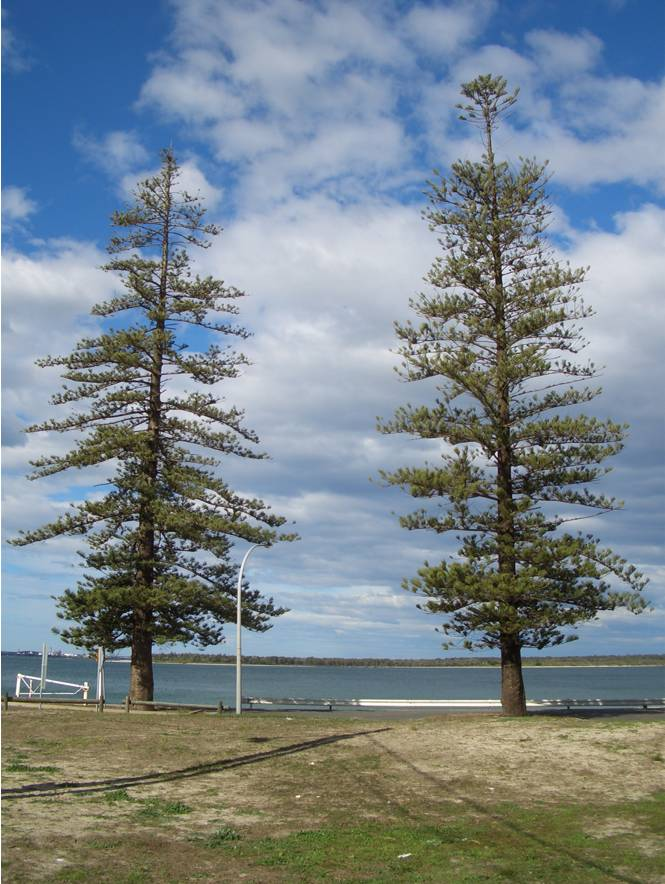
ドールズ・ポイントにあるクック公園
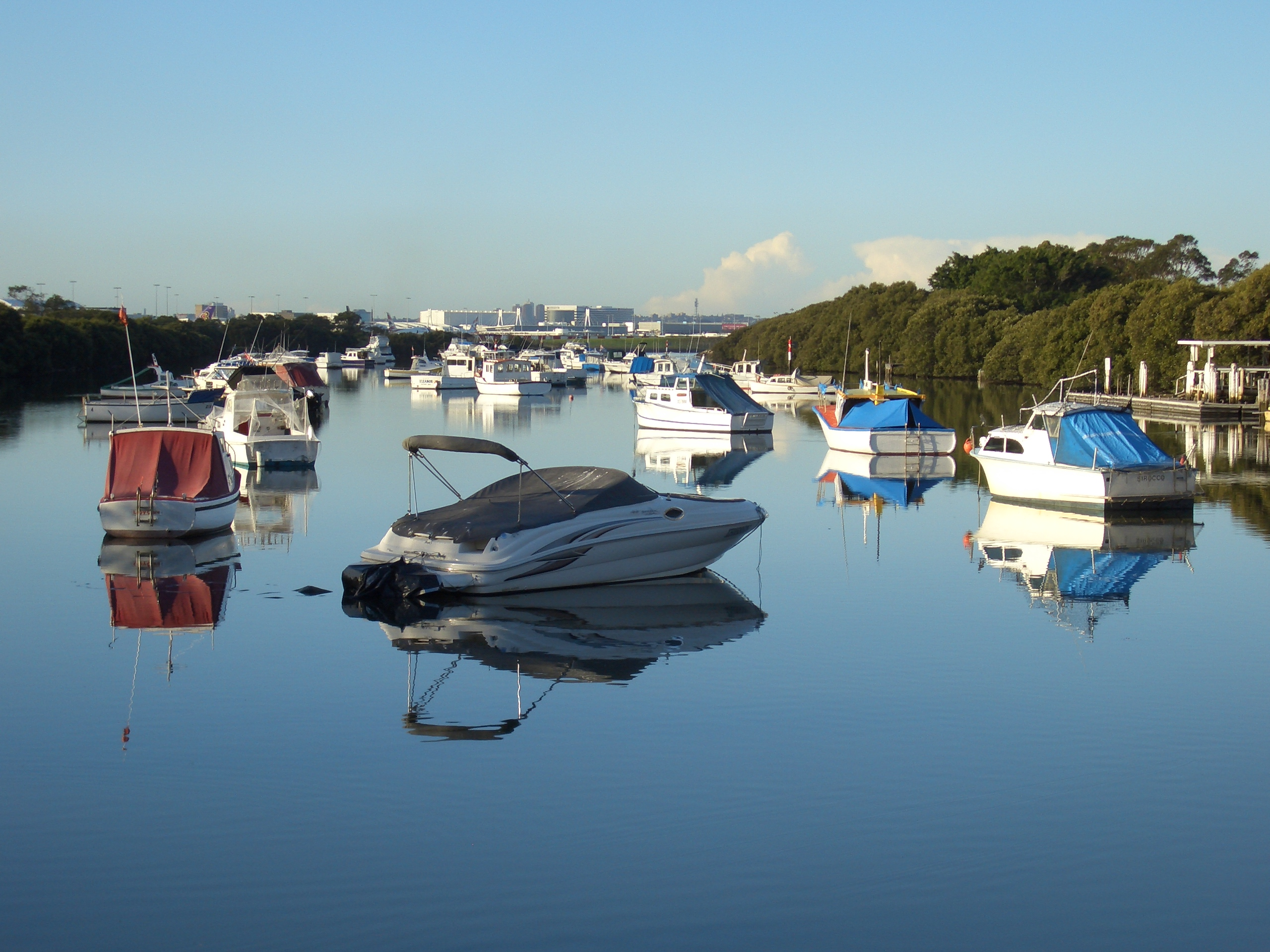
カイエアマーのマディー川
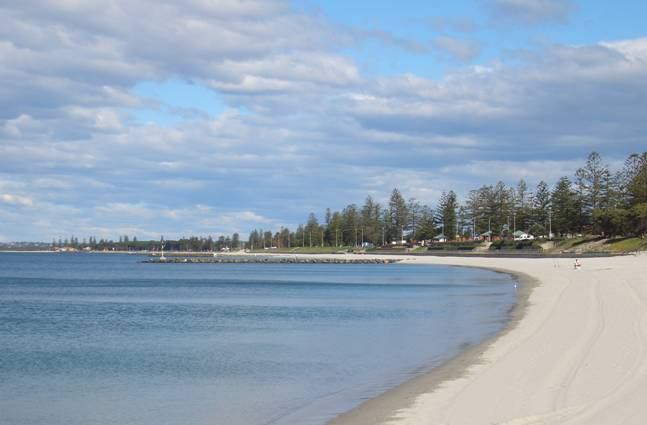
モンテレーのレディ・ロビンゾンズ・ビーチ（en）
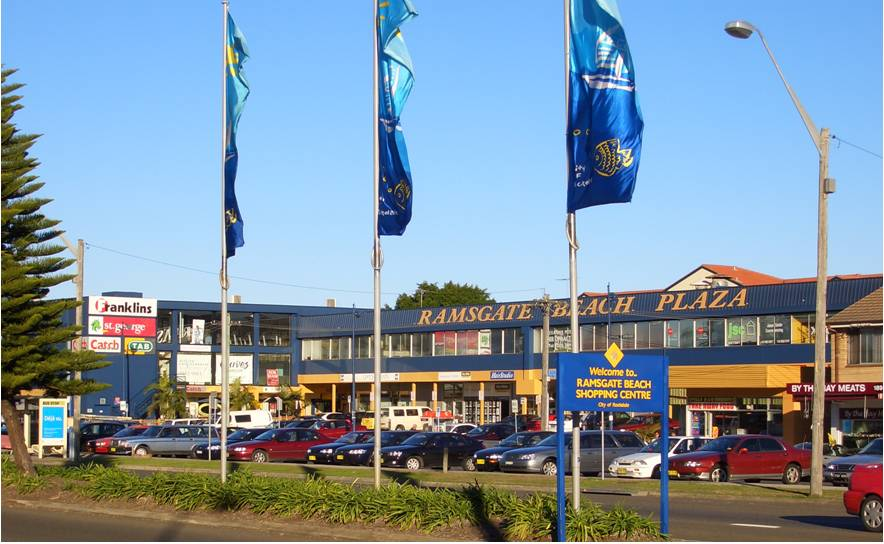
ラムズゲート・ビーチのショッピング・プラザ
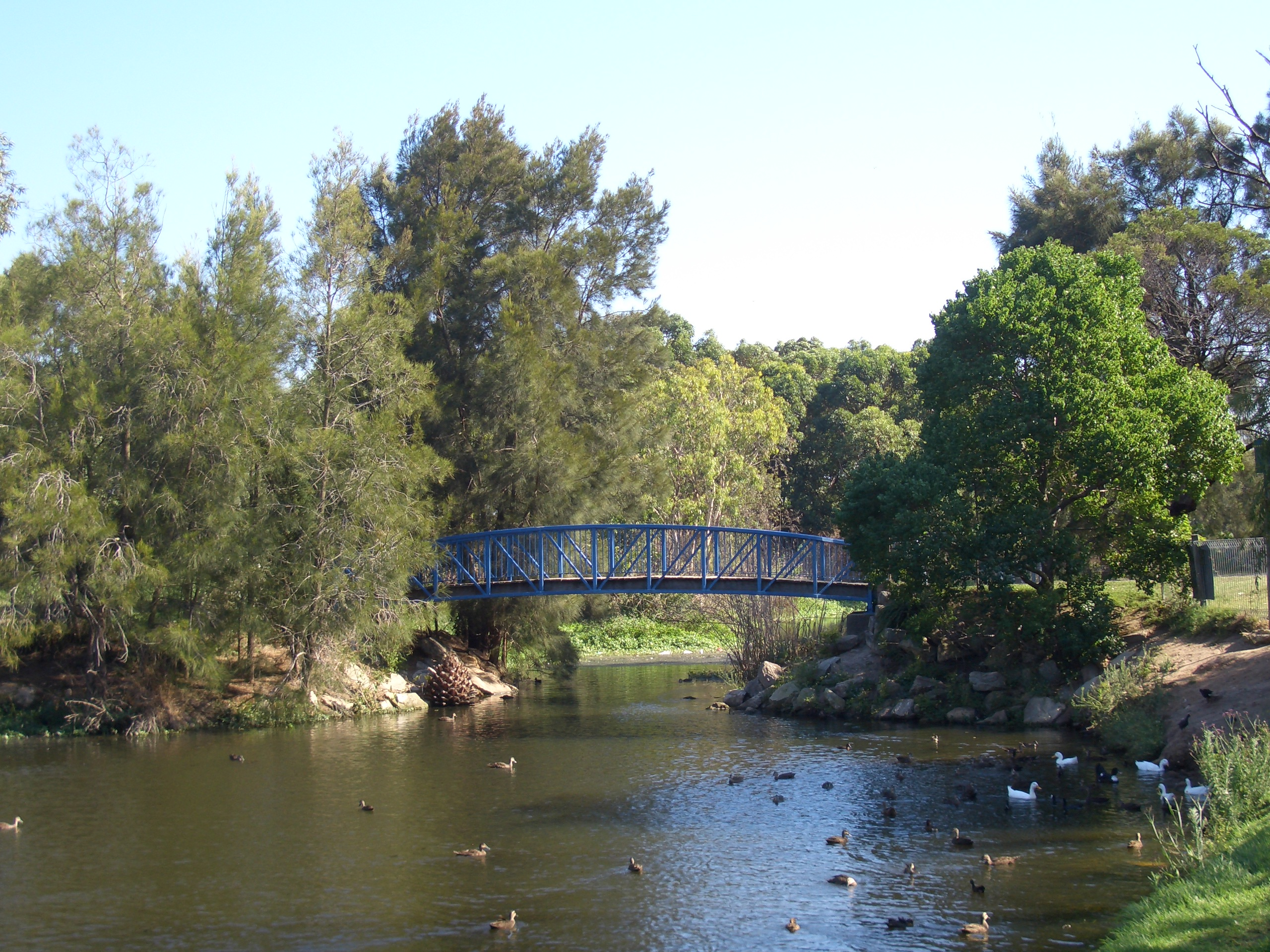
ロックデールのバイセンテニアル・パーク
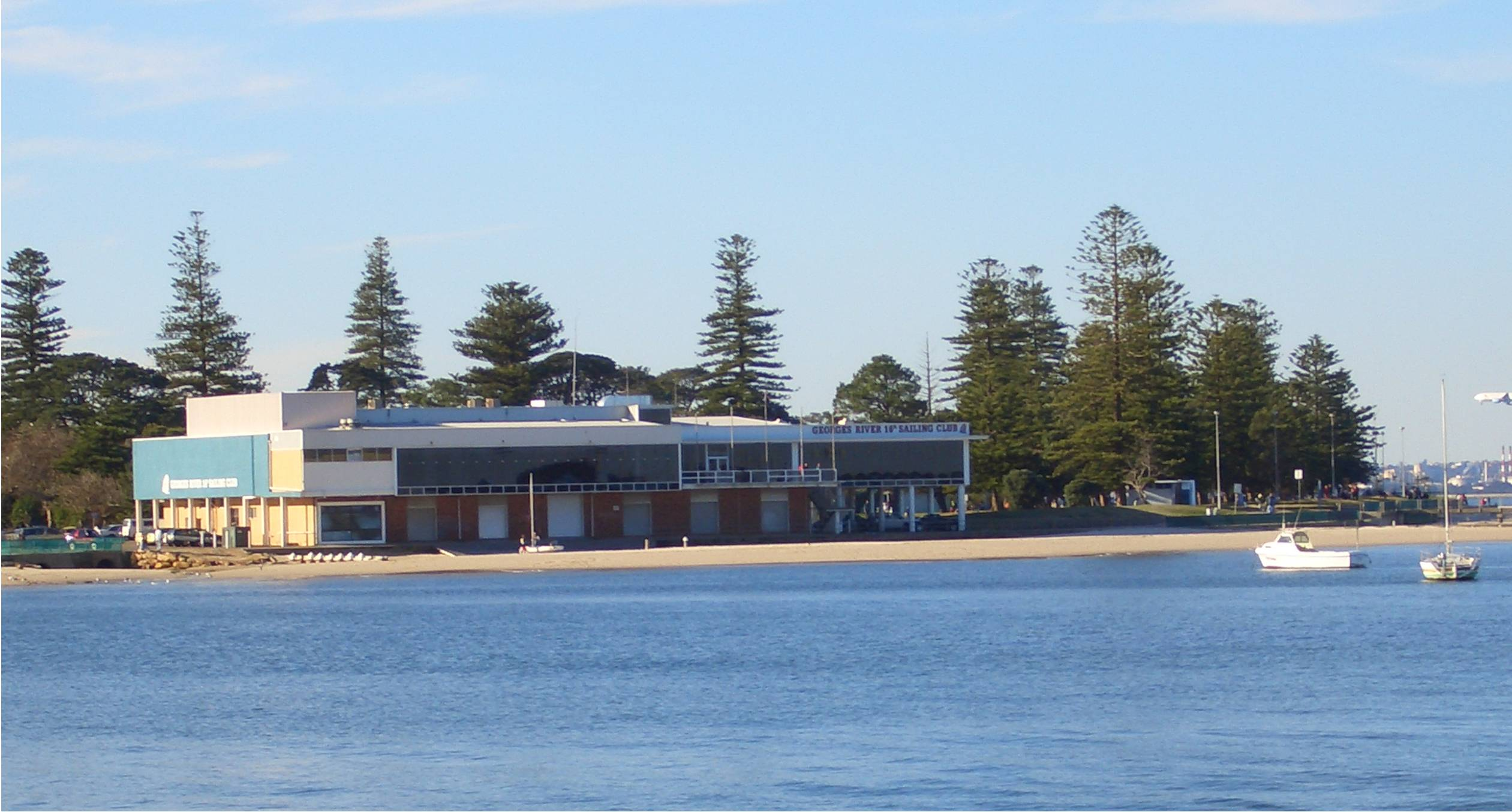
サンドリングハムのジョージズ・リバー・セイリング・クラブ
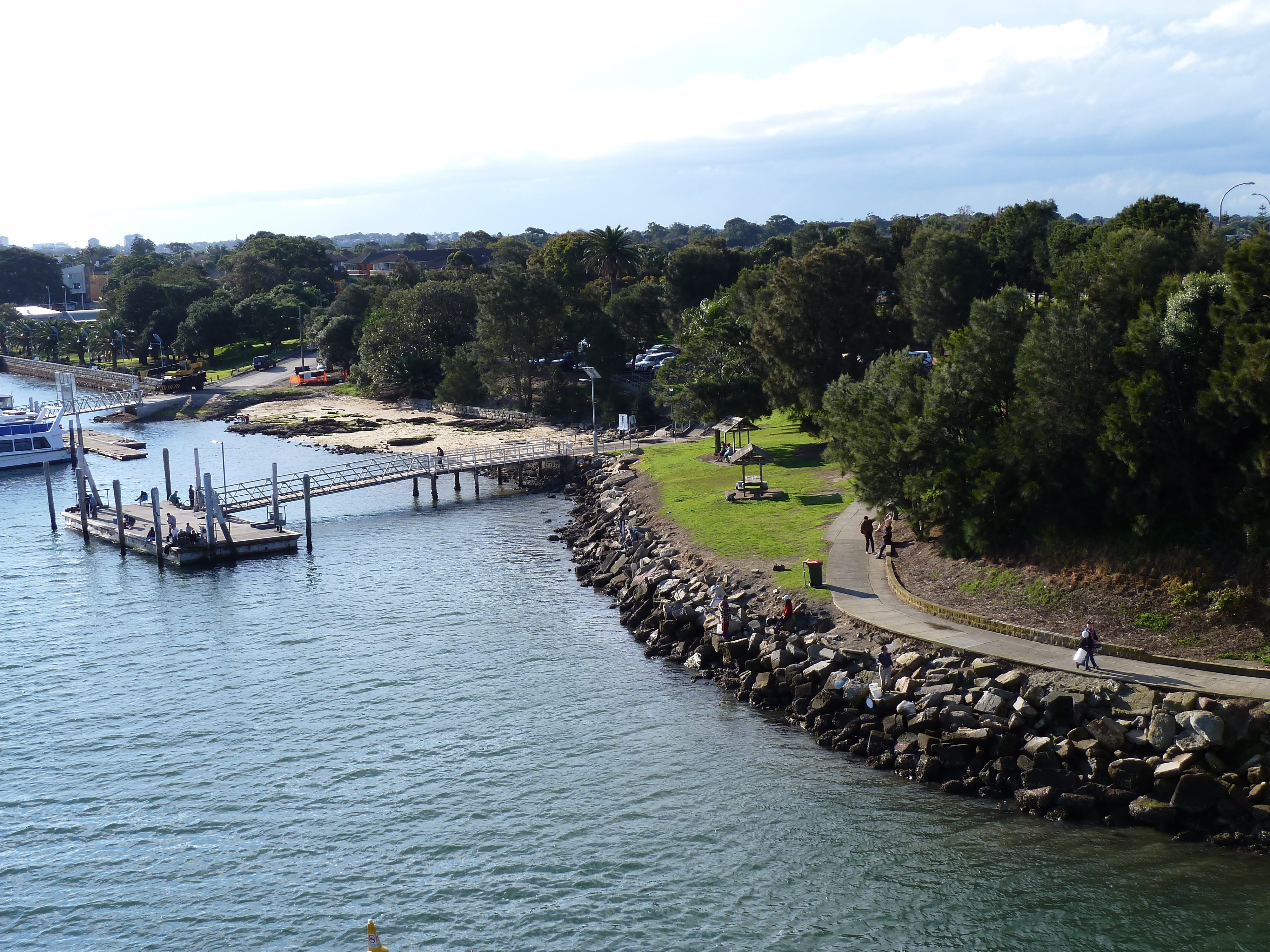
キャプテン・クック橋から眺めたサンスーシー
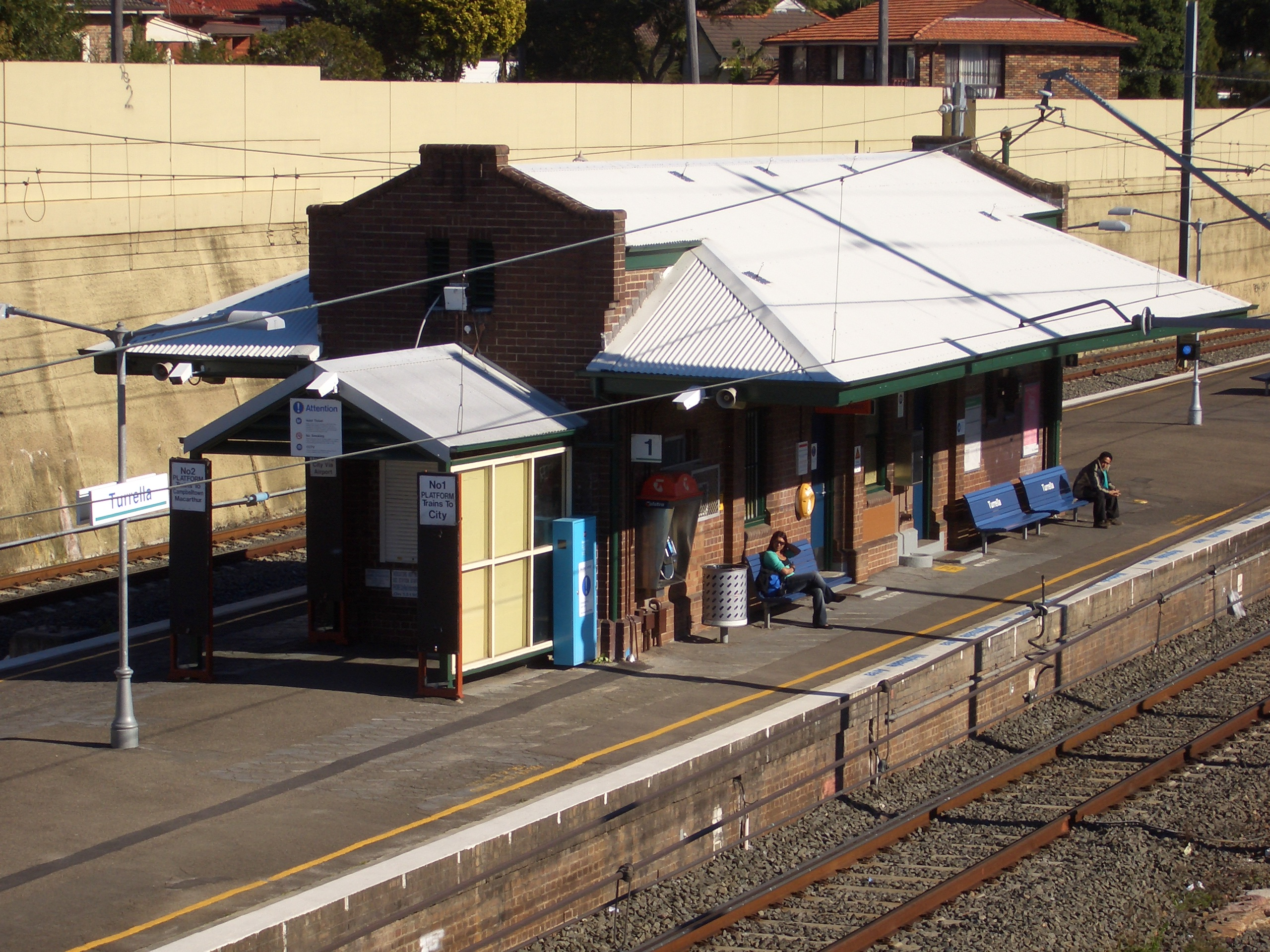
トゥレラ駅

## 議会
シティ・オブ・ロックデールの議会は、15人によって構成される。任期は4年。選挙区は5つで、それぞれの選挙区から3人が選出される。市長は、議会選挙後最初の議会で15人の議員から選出される。最新の議会選挙は、2012年9月8日に実施された。 オーストラリア自由党6議席、オーストラリア労働党5議席、無所属・諸派がそれぞれ4議席獲得した。市長は、オーストラリア労働党のShane O’Brien。